# Landschaftsverband Hildesheim

Zuständigkeitsbereich des Landschaftsverbandes Hildesheim (dunkelrot) in Niedersachsen

Der Landschaftsverband Hildesheim ist ein eingetragener Verein in Niedersachsen.
Er zählt zu Landschaftsverbänden in Niedersachsen und wurde 1971 gegründet. Sein Wirkungsbereich umfasst den Landkreis Hildesheim und damit die Stadt Hildesheim mit dem alten Hochstift Hildesheim.

## Aufgaben
Der Landschaftsverband Hildesheim besitzt wie die anderen Landschaften und Landschaftsverbände in Niedersachsen hauptsächlich kulturpolitische Aufgaben. Er besitzt die Rechtsform eines eingetragenen Vereines und nimmt im Auftrage ihrer Gebietskörperschaften und des Landes Niedersachsen zentrale kommunale und dezentrale staatliche Aufgaben auf den Gebieten der Kultur, Wissenschaft und Bildung wahr und betreibt dazu entsprechende Einrichtungen.
Die historische Landschaft des ehemaligen Fürstentums Hildesheim ist Mitglied im Landschaftsverband.